# Kaderwet
Een kaderwet (of raamwet) is een wet die de algemene principes, verantwoordelijkheden en procedures regelt, maar weinig tot geen gedetailleerde regels bevat. Een kaderwet bevat een raamwerk – de kaders. In Nederland zijn kaderwetten gewoonlijk wetten in formele zin die verder uitgewerkt worden door algemene maatregelen van bestuur en ministeriële regelingen met nadere bepalingen. In België gebeurt dit normaliter door koninklijke en ministeriële besluiten.
Het voordeel van een kaderwet is, dat er aan de ene kant een degelijke wettelijke basis gegeven wordt aan belangrijke bepalingen, maar dat de details van die bepalingen kunnen worden aangepast aan veranderde omstandigheden, zonder dat er een wetswijziging door het parlement behandeld en goedgekeurd moet worden. Als er bijvoorbeeld ontdekt wordt dat een bepaalde stof schadelijker is voor het milieu dan voorheen bekend was, dan kan de veiligheidsnorm aangescherpt worden, zonder dat eerst een nieuwe wet moet worden aangenomen. Een AMvB of Ministerieel besluit komt veel makkelijker en sneller tot stand dan een formele wet, waardoor de regelgeving flexibeler en daarmee slagvaardiger wordt.

## Nederlandse kaderwetten
Voorbeelden van Nederlandse kaderwetten: 
- De Wet economische delicten is een kaderwet ter bestrijding van delicten die schadelijk zijn voor het economisch verkeer, maar ook regelgeving die niet primair een economisch karakter heeft, zoals wetten op het terrein van milieubescherming, ruimtelijke ordening en consumentenbescherming.
- De Arbeidsomstandighedenwet (Arbowet) is een kaderwet die regels bevat voor werkgevers en werknemers om ongevallen en ziekten, veroorzaakt door het werk, te voorkomen.
- De Wet lokaal spoor is een kaderwet die zich richt op de aanleg, het beheer, het gebruik en de veiligheid van lokale spoorwegen.
- De Wet milieubeheer is een kaderwet waarin de uitgangspunten van het milieubeleid staan beschreven.
- De Warenwet richt zich op de deugdelijkheid van levensmiddelen en andere consumentenproducten.
- De Wet op de beroepen in de individuele gezondheidszorg (Wet BIG) geeft regels voor het kwaliteitsniveau van mensen in medische en paramedische beroepen.
- De Wet voorkoming verontreiniging door schepen is een kaderwet die algemene regels bevat voor het voorkomen en beperken van operationele lozingen van schadelijke stoffen in zee vanaf schepen.
- De Gezondheids- en welzijnswet voor dieren beschermt vee, hobbydieren en gezelschapsdieren.
- De Welzijnswet 1994 gaf aan welke terreinen deel uitmaken van het welzijnsbeleid en welke overheidslaag (ook financieel) verantwoordelijk is voor welke voorziening. Is intussen opgegaan in de Wet maatschappelijke ondersteuning (Wmo).
- De Wet geluidhinder geeft de kaders voor de wettelijke beperking van geluidhinder door allerlei oorzaken.
- De Kernenergiewet vormt het wettelijk kader voor de bescherming van mens en milieu tegen de schadelijke effecten van radioactiviteit. Kenmerkend voor deze wet is het preventieve overheidstoezicht, uitgeoefend via een stelsel van vergunningen.
- De Spoorwegwet is een kaderwet waarin op hoofdlijnen de spelregels zijn opgenomen hoe het spoorvervoer in Nederland is georganiseerd.
- De Schipholwet is een kaderwet die regelt hoe de inperking van geluidsoverlast en externe risico's voor Schiphol geregeld moet worden.
- De Wet klachtrecht cliënten zorgsector (WKCZ) bevat de randvoorwaarden van het klachtrecht voor zorginstellingen en beroepsbeoefenaren in de zorg, dat wil zeggen zowel voor verzorgingshuizen en huisartsen als voor kindercrèches en maatschappelijk werk.
- De Telecommunicatiewet regelt de ordening van en het toezicht op de telecommunicatiemarkt.
- De Kaderwet zelfstandige bestuursorganen stelt regels waaraan zelfstandige bestuursorganen (ZBO's) moeten voldoen.
- De Algemene Wet inzake Rijksbelastingen regelt de bevoegdheden en verantwoordelijkheden voor het innen van belasting door het rijk.
- De Kaderwet bestuur in vernieuwing regelt voorzieningen ter bevordering van de totstandkoming van regionaal bestuur in zeven stedelijke gebieden (kaderwetgebieden). Deze kaderwet is inmiddels ingetrokken (zie: plusregio).
- De Kwaliteitswet zorginstellingen geeft aan dat zorginstellingen 'verantwoorde zorg' moeten leveren, en dat ze een kwaliteitsbewakingssysteem moeten hebben, om bij te houden of de instelling daadwerkelijk 'verantwoorde zorg' levert.
- De Kaderwet Dienstplicht (1997) biedt het kader voor de opschorting van de militaire dienstplicht (opkomstplicht).
- De Wet Dieren is een integraal kader voor regels over gehouden dieren en daaraan gerelateerde onderwerpen

## Belgische kaderwetten

### Vlaamse kaderdecreten
Wetten gemaakt door de deelstaten noemt men decreten. Het zijn wetten in de formele zin en vaak ook kaderwetten, waaraan uitvoeringsbesluiten van de Vlaamse Regering en/of Ministeriële besluiten verbonden zijn. Voorbeelden van dergelijke kaderwetten zijn het bosdecreet en het milieuhandhavingsdecreet.